# Кошфер-Шоплен, Софи Вероника
Софи Вероника Кошфер-Шоплен (фр. Sophie-Véronique Cauchefer-Choplin; род. 1959, Ножан-ле-Ротру) — французская органистка.
Окончила консерваторию в Ле-Мане, затем Парижскую консерваторию (1980) у Роланды Фельсинелли. С 1983 года — штатный органист парижской церкви Сен-Жан-Батист-де-ла-Саль, с 1985 года — одновременно второй органист собора Сен-Сюльпис (при первом органисте Даниэле Роте). В 1990 года удостоена второй премии Международного конкурса органной импровизации в Шартре.
К настоящему времени Кошфер-Шоплен выпустила шесть альбомов органной музыки (пять записаны в Сен-Сюльпис, шестой в Сен-Жан-Батист-де-ла-Саль). Круг этих записей отражает отчётливое тяготение органистки к романтическому и постромантическому репертуару: музыка Баха в них встречается эпизодически, зато широко представлены произведения Феликса Мендельсона и абсолютно преобладает французская органная школа, от Камиля Сен-Санса до Оливье Мессиана; три альбома завершаются импровизациями органистки.
С 2008 г. профессор Королевского колледжа музыки в Лондоне.